# Waldemar Victorino
Waldemar Victorino Barreto (Montevidéu, 22 de maio de 1952 — Montevidéu, 29 de agosto de 2023) foi um futebolista uruguaio que atuou como atacante. Também trabalhou como treinador.

## Biografia

### Origens
Começou sua carreira no pequeno Cerro onde ficou de 1969 até 1973. No ano seguinte, passou pelo também pequeno Progresso.

### Início da fama
Em 1975 foi ao River Plate de Montevidéo onde foi figura decisiva na conquista da Série B do Campeonato Uruguaio de 1978 e chamou a atenção de um dos grandes clubes do país, o Nacional, que o contratou em 1979 e pelo qual foi artilheiro do Campeonato Uruguaio com dezenove gols.

### O ano de ouro
1980 foi, sem dúvida, o ano de ouro de Victorino, pois conquistou seus maiores títulos com o Nacional: o Campeonato Uruguaio; a Copa Libertadores da América, vencendo o Internacional de Falcão, marcando o gol do título e sendo o artilheiro da competição com seis gols; além da Copa Intercontinental, vencendo a equipe inglesa do Nottingham Forest, também marcando o gol do título.

### Mundialito
Em 1981, conquistou com a Seleção do Uruguai o maior título de toda a sua carreira, o Mundialito, sendo também o artilheiro da competição, com três gols. Na final realizada no Estádio Centenario, Victorino marcou o gol do título que garantiu a vitória por 2 a 1 contra o Brasil.

### Ocaso
Após a conquista do Mundialito, foi à equipe colombiana Deportivo Cali. Em 1982 retornou ao Nacional e, logo em seguida foi à Itália jogar no Cagliari onde ficou até 1983 quando foi ao futebol argentino para a equipe do Newell's Old Boys. Em 1985, foi ao também argentino Colón e, no ano seguinte, ao pequeno LDU de Portoviejo, do Equador, onde ficou até 1987. Em 1988 foi ao igualmente pequeno Defensor Lima, do Peru. Lá ganhou a Copa Plácido Galindo em 1989 e foi artilheiro do campeonato local com dezenove gols.

### Período como treinador e morte
Victorino foi treinador de futebol tendo dirigido o Audaz Octubrino e a LDU, ambos do Equador. Esteve nos Tiburones Rojos de Veracruz do México. Também trabalhou em escolas de futebol no Equador, Alemanha e Estados Unidos.
Victorino morreu em 29 de agosto de 2023, aos 71 anos.

## Títulos
River Plate-URU
- Segunda División: 1978

Nacional
- Campeonato Uruguaio: 1980
- Copa Libertadores da América: 1980
- Copa Intercontinental: 1980

Defensor Lima
- Copa Plácido Galindo: 1989

Seleção Uruguaia
- Mundialito: 1981

### Artilharias
Nacional
- Campeonato Uruguaio de 1979 (23 gols)
- Copa Libertadores da América de 1980 (6 gols)

Defensor Lima
- Campeonato Peruano de 1989 (19 gols)

Seleção Uruguaia
- Mundialito de 1980 (3 gols)